# Райнер Б'єлі
Райнер Б'єлі (нім. Rainer Bieli, нар. 22 лютого 1979, Кестенгольц) — швейцарський футболіст, що грав на позиції нападника. По завершенні ігрової кар'єри — тренер.
Виступав, зокрема, за «Грассгоппер», з яким став чемпіоном Швейцарії, та «Аарау», а також молодіжну збірну Швейцарії.

## Клубна кар'єра
Народився 22 лютого 1979 року в місті Кестенгольц. Вихованець юнацьких команд футбольних клубів «Кестенгольц» та «Золотурн».
У дорослому футболі дебютував 1995 року виступами за команду «Грассгоппер», в якій провів три сезони, взявши участь у 2 матчах чемпіонату.
Згодом з 1998 по 2000 рік грав у складі команд «Баден» та «Ксамакс», після чого повернувся у «Грассгоппер», з яким 2001 року виборов титул чемпіона Швейцарії.
У 2001—2002 роках виступав за «Санкт-Галлен». Своєю грою за останню команду привернув увагу представників тренерського штабу клубу «Аарау», до складу якого приєднався 2002 року. Відіграв за команду з Аарау наступні п'ять сезонів своєї ігрової кар'єри. Більшість часу, проведеного у складі «Аарау», був основним гравцем атакувальної ланки команди.
Протягом 2007—2009 років захищав кольори клубів «Ксамакс» та «Конкордія» (Базель).
Завершив ігрову кар'єру у команді «Вінтертур», за яку виступав протягом 2009—2011 років.

## Виступи за збірну
0 року залучався до складу молодіжної збірної Швейцарії, з якою брав участь у молодіжному чемпіонаті Європи 2002 року у Швейцарії, де господарі дійшли до півфіналу. Всього на молодіжному рівні зіграв у 13 офіційних матчах, забив 2 голи.

## Кар'єра тренера
Розпочав тренерську кар'єру відразу ж по завершенні кар'єри гравця, 2011 року, увійшовши до тренерського штабу клубу «Цюрих-2», де пропрацював з 2011 по 2013 рік.
Згодом очолював аматорські швейцарські команди «Кюснахт», «Веденсвіль» та «Альбісріден».

## Титули і досягнення
- Чемпіон Швейцарії (1):

«Грассгоппер»: 2000/01